# Papilio pericles
Papilio pericles är en fjärilsart som beskrevs av Wallace 1865. Papilio pericles ingår i släktet Papilio och familjen riddarfjärilar. Inga underarter finns listade i Catalogue of Life.

## Bildgalleri

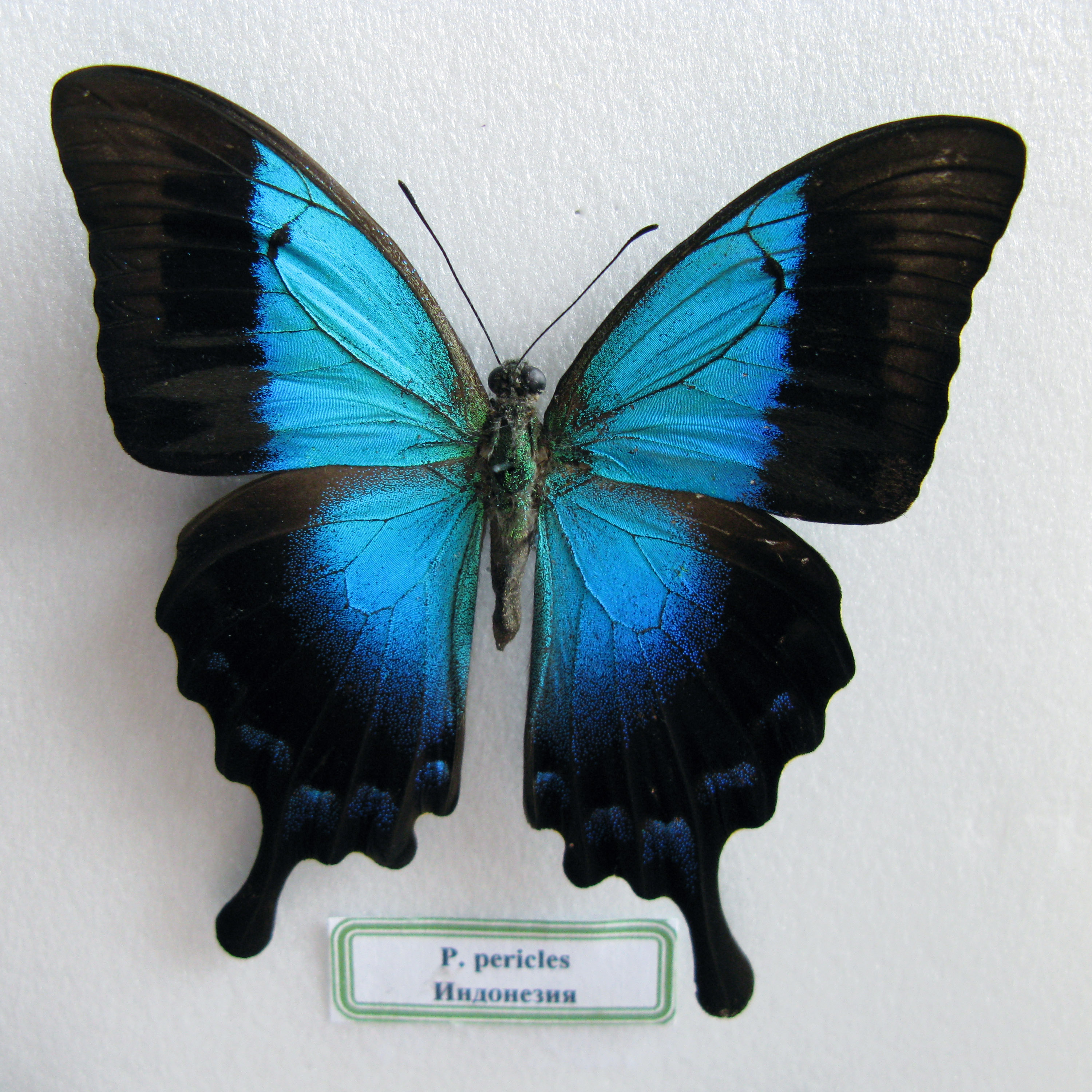
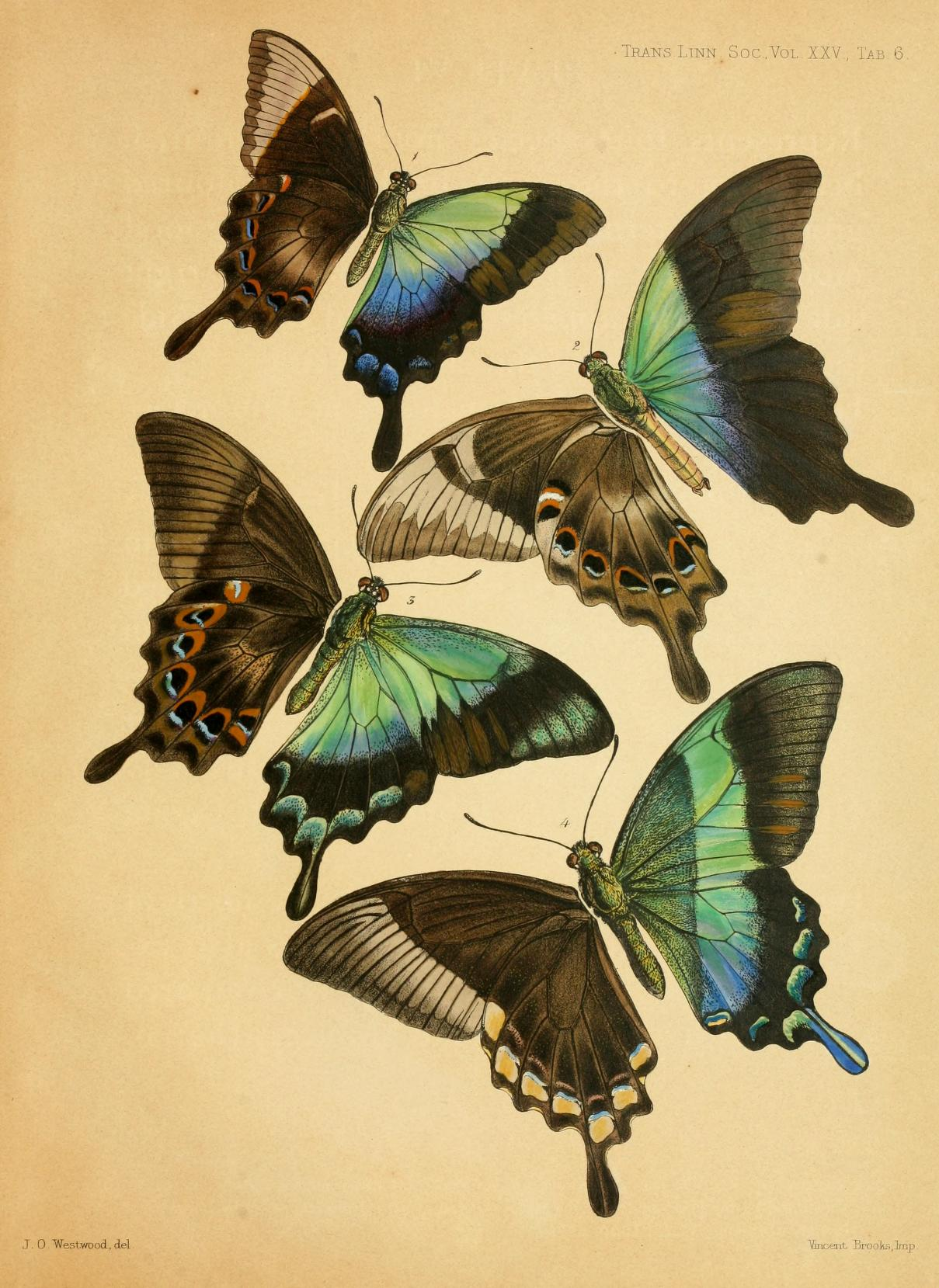